# Leonid Leonidow
Leonid Mironowicz Leonidow, ros. Леонид Миронович Леонидов, prawdziwe nazwisko Wolfenzon, ros. Вольфензо́н (ur. 22 maja?/3 czerwca 1873 w Odessie, zm. 6 sierpnia 1941 w Moskwie) — rosyjski i radziecki aktor, reżyser, pedagog, Ludowy Artysta ZSRR, doktor sztuki.

## Życiorys
W latach 1895–1896 był uczniem Moskiewskiej Imperatorskiej Szkoły Teatralnej. Karierę sceniczną rozpoczął w amatorskich spektaklach teatralnych Towarzystwa Sztuk Pięknych i Miejskiego Audytorium w Odessie. W latach 1896–1901 był aktorem Teatru Korszy, a w latach 1903–1941 MChATu. W latach 1937–1938 zajmował się reżyserią, a od 1935 był pedagogiem i dziekanem fakultetu aktorskiego GITIS, następnie w latach 1939–1941 jego kierownikiem artystycznym. W 1939 otrzymał tytuł doktora sztuki, profesora. Autor prac z teorii sztuki teatralnej. 

## Wybrana filmografia
- 1918: Chleb
- 1933: Marionetki

## Nagrody i odznaczenia
W 1936 otrzymał tytuł Ludowy Artysta ZSRR.